# Бач (община)

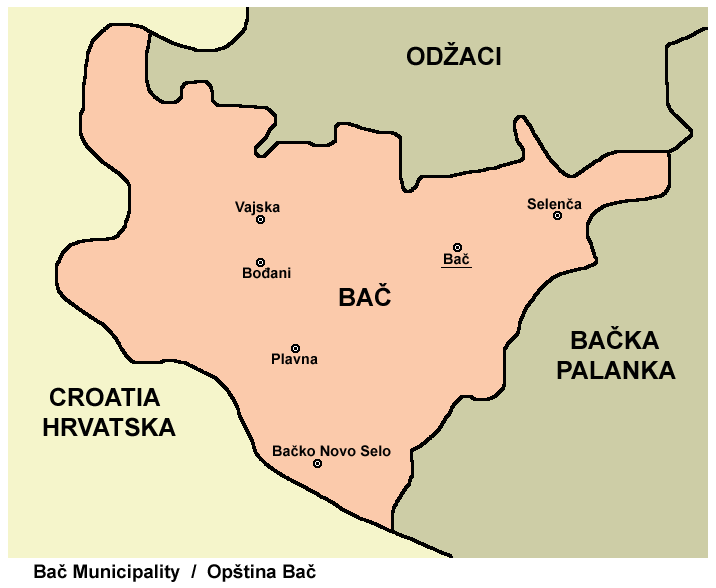

Общи́на Бач (серб. Општина Бач) — община в Сербії, в складі Південно-Бацького округу автономного краю Воєводина. Адміністративний центр — містечко Бач.

## Населення
Згідно з даними перепису 2007 року в общині проживало 14 405 осіб, з них:
- серби — 6750 — 46,86%
- словаки — 2875 — 19,75%
- хорвати — 1209 — 8,39%
- мадяри — 958 — 6,65%

Решту жителів  — зо два десятка різних етносів, зокрема: югослави, роми, бунєвці, німці і навіть до сотні русинів-українців.
| Рік  | Населення, люд. |
| ---- | --------------- |
| 1991 | 17083           |
| 2001 | 16349           |
| 2002 | 16226           |
| 2003 | 16066           |
| 2004 | 15925           |
| 2005 | 15711           |
| 2006 | 15493           |
| 2007 | 15283           |

## Населені пункти

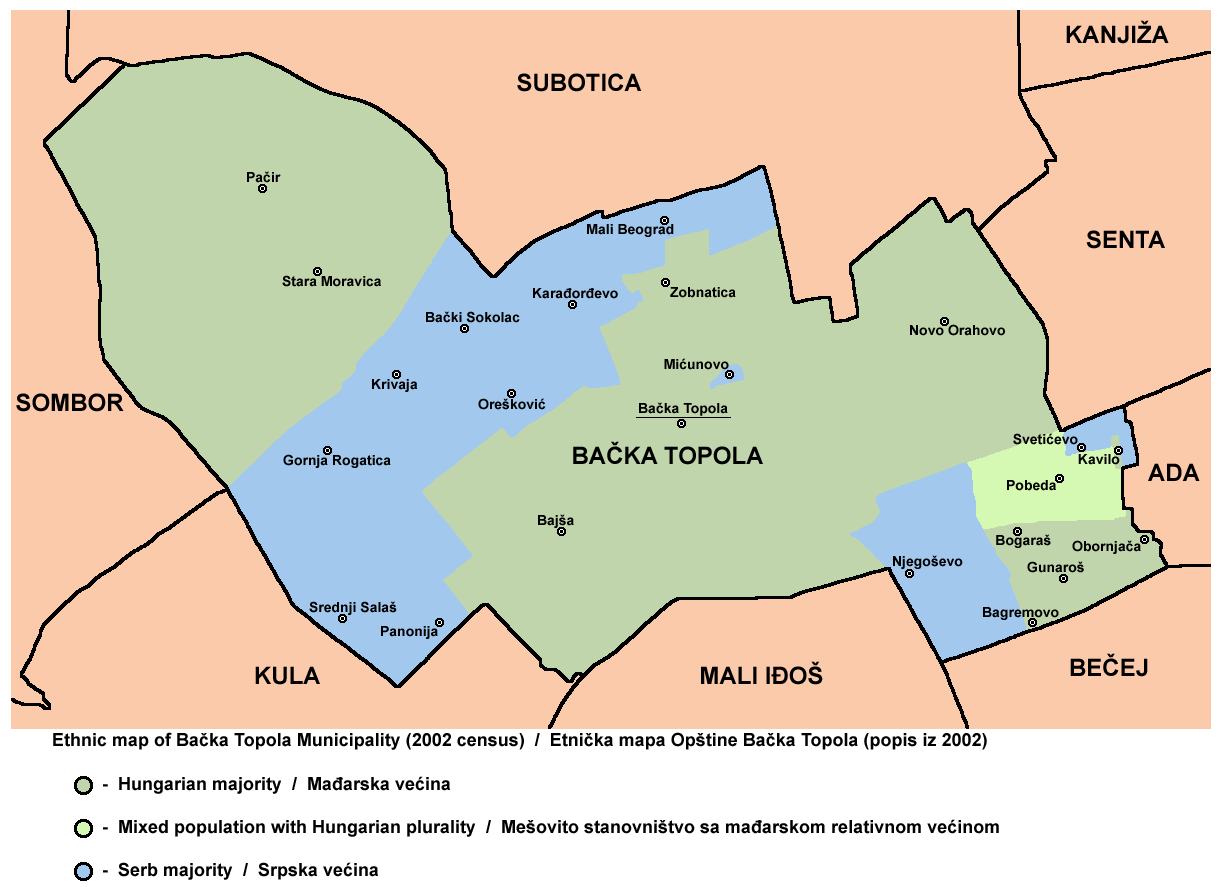

Община утворена з 6 населених пунктів (з них 1 місто — центр общини):
| Населений пункт | Сербська назва (cirill) | Угорська назва (latin) | Населення (2011) |
| --------------- | ----------------------- | ---------------------- | ---------------- |
| Бач             | Бач                     | Bács                   | 6087             |
| Селенча         | Селенча                 | Bácsújfalu             | 3279             |
| Бачко-Ново-Село | Бачко Ново Село         | Bácsújlak              | 1228             |
| Божяни          | Бођани                  | Bogyán                 | 1113             |
| Плавна          | Плавна                  | Palona                 | 1392             |
| Вайська         | Вајска                  | Vajszka                | 3169             |